# الدوري السويدي الدرجة الثانية 1966
الدوري السويدي الدرجة الثانية 1966 (بالسويدية: Division II i fotboll 1966)‏ هو موسم من الدوري السويدي الدرجة الثانية. فاز فيه IFK Holmsund ‏.